# 长陵乡
长陵乡，是中华人民共和国河南省信阳市息县下辖的一个乡镇级行政单位。

## 行政区划
长陵乡下辖以下地区：
长陵村、陈店村、代庄村、居楼村、陆湾村、马井村、申庄村、王寨村、瓮楼村、谢楼村和杨围孜村。